# Михайло Козак
Мих́айло Коз́ак (1888 р., м. Винники — 1942 р. (?), Станиславів) — сотник УГА, лікар-хірург..

## Біографія
Народився у м. Винники біля Львова. Навчався в університетах Львова і Відня, де отримав медичну освіту (лікар-хірург)..
Після війни одружився з єврейкюю Соломією Робінзон (лікар-гінеколог).
У грудні 1921 р. відкрив у Станиславові приватну медичну практику. Восени 1941 р. німці виселили Козаків-Робінзонів з престижної квартири (яка, до речі, розміщувалася на другому поверсі клініки) і перевели в гетто.Подружжя загинуло від рук нацистів у 1942 р..